# جون مادن (سياسي)
جون مادن هو سياسي أسترالي، ولد في 8 يوليو 1896 في لاونسستون في أستراليا، وتوفي بنفس المكان في 16 يوليو 1971. نشط حزبياً في حزب العمال الأسترالي. وقد انتخب عضو مجلس نواب تسمانيا ‏.